# António Pires (Schriftsteller)

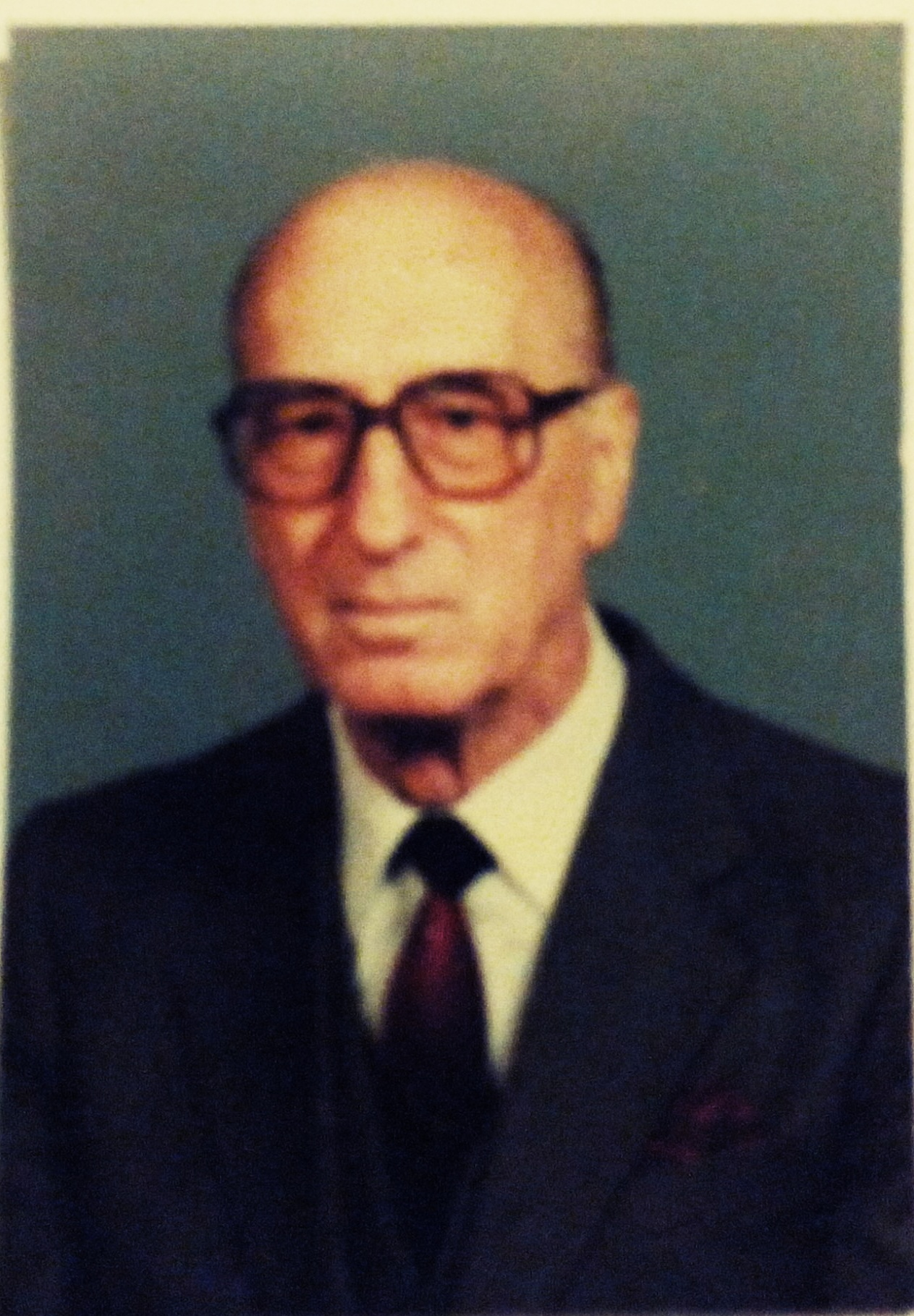
António Pires

António Pires (* 10. November 1916 in Lissabon) ist ein portugiesisch-angolanischer Schriftsteller und Journalist. Pires galt aufgrund seiner umfangreichen Kenntnisse um Angola und seinen vielfältigen Tätigkeit als Korrespondent als einer der bekanntesten Journalisten der 1960er Jahre in Angola.

## Leben

### Jugend und Ausbildung
António Pires wurde am 10. November 1916 in Lissabon geboren und zog 1924 im Alter von knapp acht Jahren mit seiner Familie in die damaligen portugiesische Kolonie Angola. Bereits in seiner Schülerzeit begann er sich journalistisch zu betätigen und gründete mit anderen die Schülerzeitung O Estudante.

### Journalistische Tätigkeit
Nach seiner Schulausbildung begann er im Alter von 23 Jahren als Journalist unter anderem für die Tageszeitung Diário de Luanda zu arbeiten, für die er bis 1945 tätig war. 1955 nahm Pires am ersten Kongress der portugiesischen Wirtschaftswissenschaften in Luanda teil, auf dem seine Arbeit mit dem Titel Aprovaitamento das máterias-pirmas de Angola dentro do critério de unidade económica nacional (Nutzung des Rohmaterials Angolas im Interesse der nationalen wirtschaftlichen Einheit).
Nach einer Auszeit von mehreren Jahren arbeitete er ab 1954 wieder als Journalist, vor allem für die Zeitung A Província de Angola. Dort war er zunächst Chefredakteur, später, von 1958 bis 1964 stellvertretender Vorsitzender des Verwaltungsrates.
1964 gründete Pires die wöchentliche Wirtschaftszeitung Actualidade Económica, die er leitete, für die er aber auch journalistisch tätig war. Des Weiteren war Pires als lokaler Korrespondent für zahlreiche internationale Zeitung tätig, unter anderem für die The New York Times, aber auch Agenturen wie Agence France Presse, United Press International und Asian News International. Neben seiner Korrespondententätigkeit in Angola besuchte er auch zahlreiche Länder: auf offizielle Einladung besuchte er die Bundesrepublik Deutschland (1968 und 1973), Österreich (1968 und 1975), die Vereinigten Staaten (1974) mit Schwerpunkt auf dem Wirtschafts-, Finanz- und Industriesektor dieser Länder und unternahm berufliche Reisen nach England, Dänemark, Niederlande, Belgien, Norwegen und Frankreich, Italien und die Schweiz sowie mehrere frankophone und anglophone Länder in Afrika, wie die damalige Volksrepublik Kongo (Brazaville), die Demokratische Republik Zaire (Kinshasa), Gabun, Kamerun und Elfenbeinküste, Sambia, Tansania und Nigeria, sowie die ehemaligen portugiesischen Kolonien Guinea, Kap Verde, São Tomé und Mosambik. Er war Teil der journalistischen Delegation, die den Besuch des damaligen Präsidenten Portugal, Craveiro Lopes, in Brasilien 1957 begleitete, nachdem er 1972 und 1973 in dieses Land zurückgekehrt war. Insbesondere in den 1960er Jahren bis zur Unabhängigkeit Angolas galt António Pires als einer der bekanntesten Journalisten Angolas.

### Schriftstellerische Tätigkeit
Abseits seiner journalistischen Tätigkeit veröffentlichte Pires auch mehrere belletristische Werke. 1949 veröffentlichte er den Roman Sangue Cuanhama (Cuanhama-Blut), für den er den Pires den ersten Preis im Literaturwettbewerb der portugiesische Überseeagentur gewann. Im folgenden Jahr gewann er im gleichen Wettbewerb mit dem Roman Luiana den zweiten Preis. 1959 veröffentlichte er Tonga - Epopeia do Café, das auf Provinzebene mit dem ersten Preis der Stiftung Motta Veiga ausgezeichnet wurde.
Neben diesen frühen Werk gelten insbesondere seine zwei Werk A última viagem und Deasolojados: A tragédia nacional dos "retornados", portugueses expulsos de Angola von 1976 als herausragend, in dem er das Leid der portugiesischen Siedler beschreibt, die nach der Unabhängigkeit Angolas zurück nach Portugal geflohen waren, und vor massiven Integrationsproblemen in Portugal standen (sogenannte „Retornados“, Rückkehrer auf Deutsch). Beide veröffentlichte er 1975.

## Werke
- 1949: Sangue Cuanhama (Roman)
- 1950: Luiana (Roman)
- 1955: Matérias-Primas Angonalas numa política de integração económica nacional (Thesis)
- 1956: Angola e o mercado comum Europeu (Aufsatzsammlung)
- 1959: Tonga, Epopeia do Café (Roman)
- 1964: Angola, essa desconhecida (Aufsatzsammlung)
- 1965: Panorama e perspectivas da exploração dos minérios de ferro de Angola (Aufsatzsammlung)
- 1972: Com os olhos no futuro (Aufsatzsammlung)
- 1975: Se queremos fazer de Angola um País novo (Aufsatz)
- 1975: A última viagem (Roman)
- 1975: Desalojados (Roman)